# Olibrus corticalis
Olibrus corticalis is een keversoort uit de familie glanzende bloemkevers (Phalacridae). De wetenschappelijke naam van de soort werd in 1792 gepubliceerd door Georg Wolfgang Franz Panzer.
De soort is algemeen in Europa en komt ook voor in Anatolië. De volwassen kevers zijn actief van maart tot augustus of september met de meeste waarnemingen in juli en augustus. Het zijn goede vliegers. De kevers zijn donkerbruin met een iets donkerder hoofd en zijn tussen 2,5 en 2,9 mm groot.